# Natemys
Natemys es un género fósil de tortuga criptodira de la familia de los dermoquélidos. Tradicionalmente se considera un género monotípico, conocido únicamente por Natemys peruvianus del Oligoceno superior de Perú, pero se ha propuesto que Psephophorus rupeliensis del Oligoceno de Bélgica y Alemania se incluyen en este género.
Además se han encontrado restos atribuidos a este género (Natemys sp.), pertenecientes al Oligoceno inferior de Carolina del Sur (Estados Unidos).